# Muzeum sztuki Fanø
Muzeum Sztuki Fanø (duń. Fanø Kunstmuseum) znajduje się w centrum miejscowości Sønderho na duńskiej wyspie Fanø na Morzu Północnym. Od 1922 roku ma swoją siedzibę w zabytkowym budynku Krommann.
Dzięki wieloletnim mecenasom Alice i Tage Sørensen w 2013 roku muzeum zostało powiększone o nowy budynek, dzięki czemu można podziwiać zarówno aktualną sztukę, jak i obrazy ze zbiorów muzealnych. Co roku wystawy zmieniają się 3-4 razy.
Muzeum posiada kolekcję ponad 1200 dzieł znanych i mniej znanych artystów, którzy są lub byli związani z Fanø. Swoje inspiracje czerpali z Morza Wattowego oraz natury i kultury Fanø. Do muzealnego zbioru należą prace takich artystów jak: Holger Drachmann, Viggo Fauerholdt, Niels Holbak, Franz List, Frederik Christian Lund, Johan Rohde czy Carl Fredrik Sørensen.